# 喜马拉雅鼠耳芥
喜马拉雅鼠耳芥（学名：Arabidopsis himalaica）是十字花科鼠耳芥属的植物。分布在喜马拉雅山、克什米尔地区、锡金、印度以及中国的西藏、四川、云南等地，生长于海拔2,000米至3,000米的地区，常生于冲积扇、沟谷及沙滩，目前尚未由人工引种栽培。